# Железнодорожная линия Астрахань — Кизляр
Железнодорожная линия Астрахань — Кизляр — соединительная железная дорога от станции Астрахань I до станции Кизляр через станции Линейная, Зензели, Улан-Холл и Артезиан. Линия общей протяжённостью 335 км построена в годы Великой Отечественной войны. Нумерация установленного километража осуществляется от Червлённой-Узловой через Кизляр и далее на север.

## История строительства
Решение о строительстве принято 16 августа 1941 года на совместном заседании ЦК ВКП(б) и Совнаркома СССР. Этот проект получил название «Специальная стройка НКПС № 8»..
Строительство велось в прифронтовой полосе в сложных природно-климатических условиях в знойной, безводной, малонаселённой местности. На строительство дороги было мобилизовано всё местное население, стянуты имевшиеся на Рязано-Уральской и Орджоникидзеевской дорогах техника: экскаваторы, скреперы, бульдозеры, автотранспорт.
30 сентября 1941 года на совместном заседании бюро обкома ВКП(б) и Совнарком Калмыцкой АССР строительство железнодорожной линии Астрахань — Кизляр было признано важнейшей стройкой в республике, для обеспечения выполнения установленных правительством сроков открытия движения по линии было принято решение направить на строительство не позднее, чем 15 октября в порядке трудовой и гужевой повинности 6200 человек рабочих и 2325 подвод согласно приложению. 22 ноября дополнительно на строительство были направлены ещё 1900 человек и 450 подвод. Наркомат путей сообщения для ускорения строительства направил на стройку 47-ю бригаду железнодорожных войск, 25-й отдельный мостовой батальон, мостоотряд № 2 и мостопоезд № 49. Были выделены дополнительные фонды на материалы и оборудование. 4 августа 1942 года строительство линии было завершено, первый поезд из Кизляра прибыл в Астрахань. С этого момента началось регулярное движение поездов с нефтью.
Наиболее технически сложным, трудоемким и дорогостоящим объектом было сооружение мостового перехода через Волгу от станции Трусово, расположенной на правом берегу, в Астрахань и далее по Рязано-Уральской железной дороге на Урбах, находящихся на левобережье. Летом 1942 года был сооружен наплавной мост через Волгу. В зиму 1942—1943 года движение поездов осуществлялось прямо по льду, благо зима была морозная и лёд крепок. Весной вновь был восстановлен наплавной мост. Постоянный мост был сооружён на линии только в послевоенные годы.
При строительстве линии не строились вагонные и локомотивные депо. Из-за упрощения и низкого качества путевых работ на многих участках действовало постоянное ограничение скорости движения поездов, которая в ряде случаев не превышала 15-25 км/ч.
Линия связала Астраханский регион с Закавказьем и Кавказом и обеспечила снабжение армии нефтью и боеприпасами. С августа по октябрь 1942 года в Сталинград было отправлено более 16 тысяч цистерн с горючим

## Памятник
В центре калмыцкого посёлка Артезиан в 2021 году, в годовщину 80-летия начала строительства военно-стратегической железной дороги Астрахань — Кизляр, в честь её строителей установлен памятник в виде постамента из чёрного мрамора, на котором изображены строившие дорогу женщины и дети, а также выполнена надпись: «Участникам строительства дороги Победы 1941—1942 гг.». Венчает надпись юбилейная медаль, которую в 2020 году вручили в республике всем оставшимся в живых строителям.